# Wing chun
Pour les articles homonymes, voir Wing Chun (homonymie).
Le wing chun ou wing chun kuen (chinois simplifié : 咏春拳 ; chinois traditionnel : 詠春拳) est un art martial chinois traditionnel, originaire du Sud de la Chine, destiné au combat rapproché, incluant des techniques à mains nues et le maniement d'armes.
Très développé à Hong Kong et Taïwan, le wing chun a bénéficié au XXe siècle d'une rapide expansion en Europe et aux États-Unis, en raison notamment de la notoriété de l'acteur Bruce Lee dont un des maîtres fut Yip Man, et de méthodes modernes d'enseignement.

## Noms et transcriptions

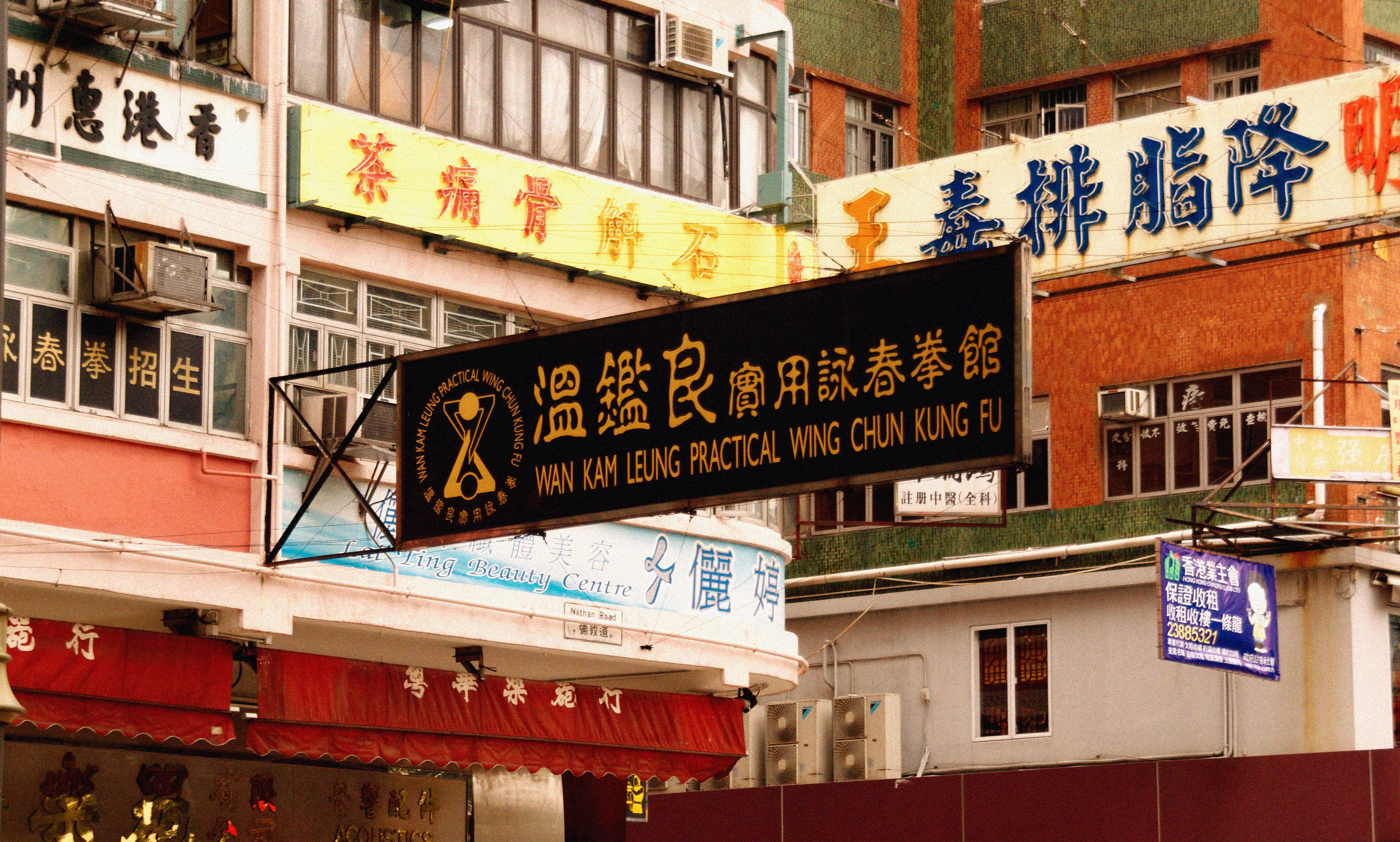
Enseigne d'une école à Hong Kong avec les caractères traditionnels 詠春拳 et la transcription wing chun kung fu

En Chine, cet art martial est généralement désigné par 咏春拳 (écriture simplifiée) ou 詠春拳 (écriture traditionnelle). S'il s'écrit de manière quasiment identique en traditionnel et simplifié, il n'est pas prononcé et transcrit de la même manière selon les régions et leurs dialectes : Yǒngchūn quán en pinyin mandarin, wing-chun kuen en Wade-Giles cantonais.
Il est formé de 2 termes : 拳(quan/kuen) qui signifie « poing, boxe » et du terme 詠春 (wing-chun en cantonais) ; le nom complet est ainsi traduit par « boxe du wing-Chun ».
Dans sa désignation courte, l'art martial est désigné simplement par ces deux sinogrammes :
- le sinogramme 詠 yǒng/wing : « chanter, entonner... »
- le sinogramme 春 chūn/chun : « printemps, vitalité... »

Cet art martial est parfois désigné par 永春, caractères différents de 詠春, mais prononcés et transcrits de manière identique : Ils sont traduits littéralement par « printemps éternel », le caractère 永 signifiant « éternel, sans fin ». Ces caractères désignent aussi la région du Yongchun à côté de la ville de Quanzhou (Fujian). Si l'usage de 詠春 semble aujourd'hui privilégié pour les styles wing chun, 永春 apparaît toujours dans le nom d'autres arts martiaux du Sud de la Chine (avec 永春 souvent transcrits Weng Chun) ; par exemple le jee shim weng chun et le wing chun bak hok kuen (永春白鶴拳).
En Occident, le nom de cet art martial a été transcrit de manière variable en raison de l'utilisation de méthodes de romanisation des langues chinoises différentes ou personnelles, et des différences de prononciation selon les langues chinoises (mais le cantonais a été souvent privilégié) ou selon les langues occidentales. De plus, certains maîtres de wing chun créèrent volontairement leur propre terme, afin de dissocier leur enseignement personnel des enseignements traditionnels. Par exemple, le terme ving tsun de Yip Man ou la marque commerciale WingTsun de Leung Ting.

« La conséquence est la possibilité de déterminer un lignage, un arbre généalogique élève-enseignant, seulement par l'orthographe. »

— Wayne Belonoha
Finalement, cet art martial est prononcé de manière assez identique en Occident, mais s'écrit avec de nombreuses orthographes : ving tsun, wing tsun, wing tsung, yongchun, weng chun, wyng tjun, ving tjun, wing tzun, wing tschun… bien que l'écriture wing chun soit la plus courante pour s'appliquer à toutes les familles de cet art martial.

## Histoire et légendes

Carte de la Chine montrant la province du Fujian (rouge)

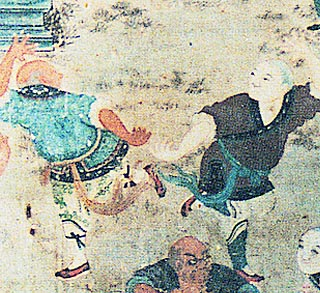
Fresque ancienne du Monastère Shaolin (Henan)

Le wing chun aurait été créé dans la province du Fujian en Chine il y a plus de trois siècles. L'histoire du wing chun était initialement transmise oralement de maître à élèves, plutôt que transcrite dans des documents. Il s'avère donc difficile de confirmer ou clarifier les différentes affirmations sur sa création. Certains auteurs ont cherché à appliquer les méthodes philologiques de la critique radicale aux récits oraux du wing chun et d'autres arts martiaux chinois. D'autres ont tenté de discerner l'origine véritable du wing chun par l'analyse de ses techniques. Les premières mentions de cet art martial dans des documents non contestés apparaissent seulement au XIXe siècle, à l'époque du maître Leung Jan (1826-1901), rendant son histoire ultérieure et les divergences des différentes branches plus propices à la vérification documentaire.

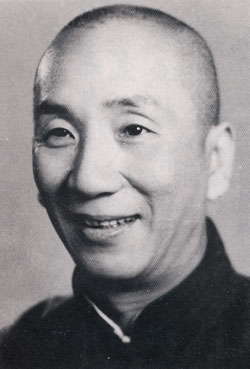
Yip Man (葉繼問) (1893-1972)

La légende rapportée par certaines traditions orales, rattache la création de cet art martial à une jeune femme nommée Yim Wing-chun, vers le XVIIe siècle, à l'époque de la destruction par le gouvernement Qing d'un légendaire monastère Shaolin du Sud. Selon Yip Man, cette jeune femme aurait refusé la proposition d'un mariage avec un seigneur local. Pour faire accepter cette décision, Yim aurait été obligée de vaincre le potentiel mari dans un duel martial. Elle demanda alors à une nonne bouddhiste, Ng Mui, légendaire survivante Shaolin, de lui enseigner l'art du combat. Ce style, jusque-là sans nom, permit à Yim Wing-chun de vaincre son opposant. Plus tard, maître Ji Sin de la Société secrète Ciel et Terre enseigna à Yim Wingchun la technique des six bâtons et demi, faisant du bâton une arme longue dans le système Wingchun. Un autre membre de la Société Ciel et Terre, Miu Hin, lui enseigna une série de techniques de couteaux doubles Taiping. Yim Wingchun adapta les techniques des doubles couteaux et des longs bâtons dans le système Wingchun, qui furent plus tard appelées technique des huit couteaux à découper et technique des six bâtons et demi du Wingchun. Elle épousa par la suite un certain Leung Bok-chau et lui enseigna cet art martial, qu'il nomma par la suite wing chun, en référence au nom de son épouse.

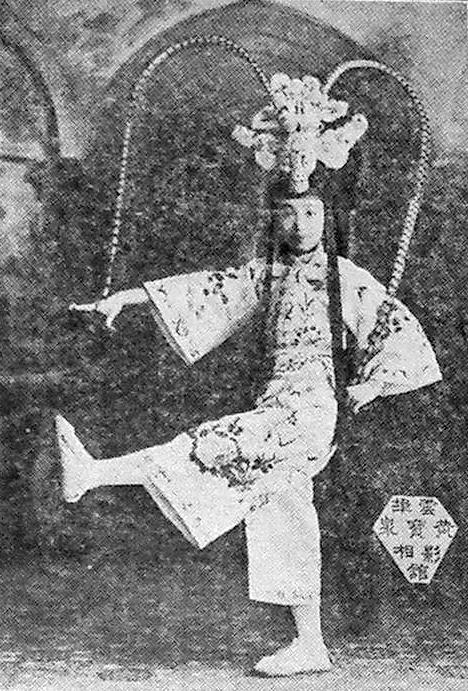
Artiste d'opéra cantonais, 1927

Les recherches contemporaines tendent à confirmer que cette légende n'a aucun caractère historique. Plusieurs hypothèses existent :
l'une d'elles relie la création du wing chun à des membres d'une troupe d'artistes d'opéra cantonais de la « Jonque Rouge », naviguant dans le delta de la rivière des Perles, reprenant notamment certaines armes ou techniques des bateliers hakka.
Selon une autre hypothèse historique, Yim Wing-chun (嚴詠春) était une société secrète, en résistance contre l'envahisseur mandchou (dynastie Qing de 1644 à 1912). Le nom de cette société prenait ainsi le sens de rétablissement (« renaissance » 詠) et de perpétuation (« éternelle » 春) de l'ancienne dynastie Ming. Ultérieurement, cette secte se serait déplacée en secret en jonque, au sein de la troupe d'opéra,.
Au XXe siècle, la transmission du wing chun a souffert de la révolution culturelle (1966-1976). Devant la montée en puissance des Gardes rouges, de nombreux maîtres quittèrent le pays et se réfugièrent dans le Sud de la Chine continentale, c’est-à-dire à Hong Kong (alors colonie britannique), Formose (Taïwan) et au Viêt Nam. De ce fait, dans les années 1960, seule l'école à Hong-Kong de maitre Yip Man (1893-1972), une école à Foshan (Wing Chun Fat San) et une école taïwanaise existaient encore.
Les différents styles de wing chun se sont propagés ultérieurement, mais c'est le style de Yip Man qui domina largement par sa diffusion mondiale. Parce qu'il fut le premier maître à systématiser cet art et à l'enseigner à un large public dès les années 1960. Parce qu'il bénéficia aussi de la notoriété de son ancien élève Bruce Lee (1940-1973) devenu un acteur à la célébrité internationale. À Hong-Kong puis en Europe, son élève Leung Ting (1947-) favorisa encore la diffusion par une méthode d'enseignement structurée (système, uniforme, grades, diplômes). Notons encore Wong Shun-leung (1935-1997), Pan Nam (1911-1995) et Lo Man-kam (1933-) qui contribuèrent notablement au développement mondial du wing chun. Aujourd'hui, le wing chun est ainsi devenu un des arts martiaux chinois les plus pratiqués au monde, et il ne semble pas s'orienter vers une pratique sportive.

## Branches du wing chun

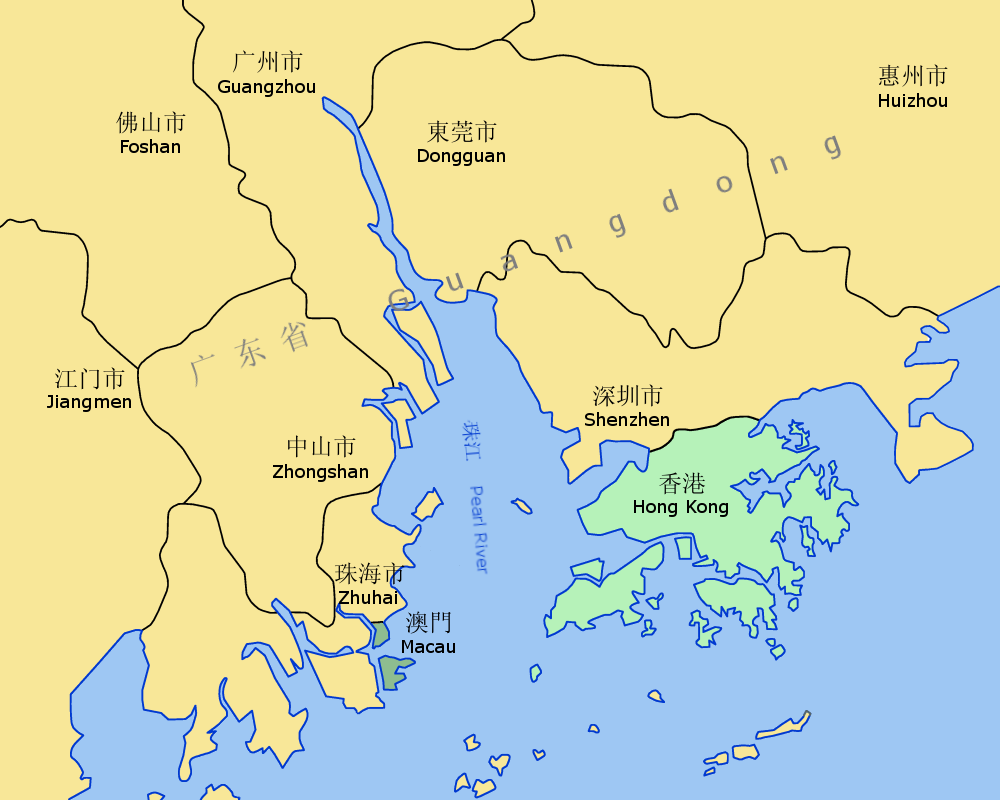
La zone du delta de la rivière des Perles, incluant la préfecture de Foshan et de Guangzhou, et Hong Kong.

Les branches du wing chun désignent des traditions et interprétations différentes du wing chun, et les relations entre maîtres et élèves qui perpétuent ces traditions. Ces pratiquants se réclament tous d'un art martial calligraphié « 詠春拳 » en entrée de porte, selon la tradition. S'il existe des différences dans la pratique et les techniques, entre les différentes branches et écoles, il demeure toujours un air de famille, c'est-à-dire une base identique de principes et techniques.
Il n'existe aucune organisation internationale contrôlant ou certifiant les lignées des différentes traditions, ou le contenu de l'enseignement dispensé. Les branches ci-dessous sont définies selon des publications détaillant les arbres des lignées (de maître à maître), sans classement particulier.
- Les écoles de Yip Man : Provenant d'abord du Foshan, il émigra à Hong-Kong. Il ne se revendiqua jamais comme shifu.
- Branche Yuen Kai-San : Provenant de la ville de Guangzhou, fondé par Yuen Kai-San et dirigé par Sun Nung
- Branche Gulao (Koo Lo) : Provenant du village natif de Leung Jan, avec un style simple orienté vers le combat libre
- Branche Pan Nam : Provenant de Foshan, fondée par Pan Nam. Ce style serait l'un des plus pratiqués en Chine continentale[9].
- Branche Nanyang : Regroupe les branches de l'Asie du Sud (Thaïlande, Malaisie, Singapour…)
- Branche Pao Fa Lien
- Branche Hung Suen
- Branche Jim Shim

D'autres courants mineurs existent au Vietnam et au Cambodge, ainsi qu'en Corée du Nord.

## Principes et techniques

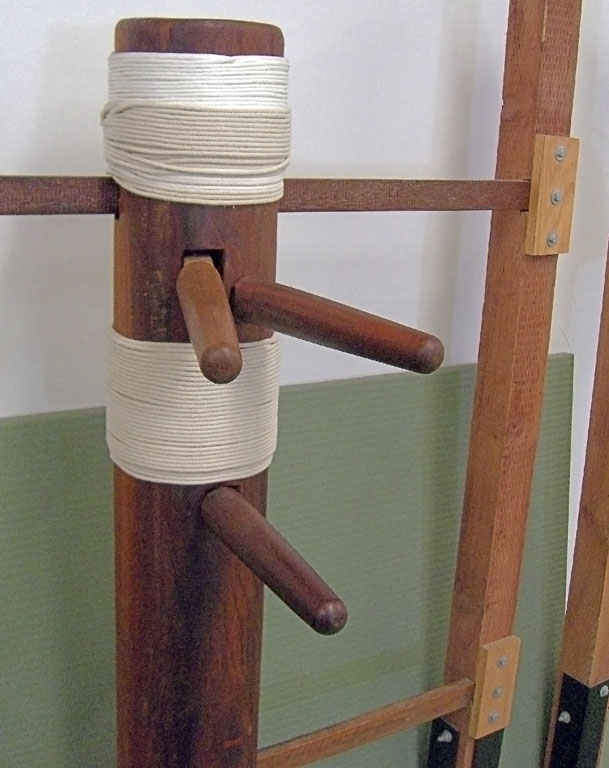
Mannequin du Wing Chun

Quelques principes fondamentaux du wing chun :
- Protège toujours ton centre, que ce soit dans l'attaque ou la défense.
  - Utilise la force de l'adversaire pour la retourner contre lui.
  - Utilise les principes de déviation de force pour la défense et la ligne droite pour l'attaque.
    - Lorsque le pont a été établi, reste collé aux avant-bras de l'adversaire (principe des "mains collantes" , CHI-SAO) car l'information transite plus rapidement par le contact que par l'œil.

  - Si la force adverse est trop grande, cède et utilise ton système de déplacement pour te restructurer.
  - Si l'adversaire recule, suis-le et maintiens la pression ; ne le laisse pas reconstruire de nouveaux plans.
  - N'utilise pas ta force de frappe mais la vitesse et la masse de ton corps.

Ses techniques de mains sont particulièrement efficaces pour le combat rapproché jusqu'au corps à corps sans aller au sol. Il s'agit du 黐手 Chī shǒu, les mains collantes. Les bras restent souples au possible en liaison avec une pression constante vers l'adversaire, quoi qu'il tente, ce qui permet de dévier et contrôler facilement les coups afin de protéger son centre (le méridien 陰, renmai précisément), et de placer ses propres frappes à la moindre ouverture de garde de l'adversaire.
- Les réactions de base des mains sont :
  - Tan sao : réaction sur le bras à une impulsion ne croisant pas le méridien renmai
  - Bong sao : réaction sur le bras à une impulsion croisant le méridien renmai
  - Kao sao : réaction sous le bras à une impulsion ne croisant pas renmai
  - Jam sao : réaction sous le bras à une impulsion croisant renmai

Les coups, donnés à faible distance, n'ont pas besoin d'être accélérés par la pratique interne du Qi Gong. Cette pratique interne consiste à donner une explosion de force interne (發勁, fājìn) d'une amplitude réduite après avoir touché la cible à faible vitesse. C'est tout le corps qui produit cette onde de choc, utilisant à la fois le poids du corps, la détente globale du corps utilisé comme un fouet et l'addition des forces de toutes les articulations. Ces qualités sont travaillées dans toutes les formes, progressivement, jusqu'à en venir à réaliser le fondement du Qi Gong et de sa circulation dans les méridiens. Interne veut dire se maitriser soi-même et non pas maitriser son adversaire en premier.
Ce wushu comporte peu de techniques de jambes. Toutes les parties du corps sont à percuter en double frappe, à commencer vers "les deux têtes", c'est-à-dire les yeux et les parties génitales.
Des techniques similaires existent pour les jambes que l'on désigne par les "jambes collantes", qui permettent d'éviter les tentatives de balayages et de projections adverses, elles permettent également de contrôler l'adversaire par une pression sur ses pieds et genoux. Remarquons la garde de face, jambes fléchies vers l'intérieur : c'était la tenue d'une brebis entre ses jambes pour la tondre sans qu'elle puisse s'échapper. La garde moderne occidentale en fente avant est par exemple une erreur qui dénature la tradition et la transmission. Au passage sur les jonques fleuries des canaux, le combat dans une barque oblige à un équilibre plus fort et des frappes uniquement de corps à corps, ce que le wing chun n'était pas et ne reste pas dans la tradition chinoise, plus interne dans l'enracinement de la garde, plus souple, plus liant. Le qi gong 氣功 du Shaolin traditionnel est perdu dans les écoles modernes occidentales[réf. nécessaire].
- Les réactions de base de jambes sont:
  - Tan gerk : réaction à une impulsion venant de l'extérieur
  - Bong gerk : réaction à une impulsion venant de l'intérieur
  - Yap gerk : réaction à une impulsion venant de l'extérieur
  - Pak gerk : réaction à une impulsion venant de l'intérieur

## Les armes et équipements

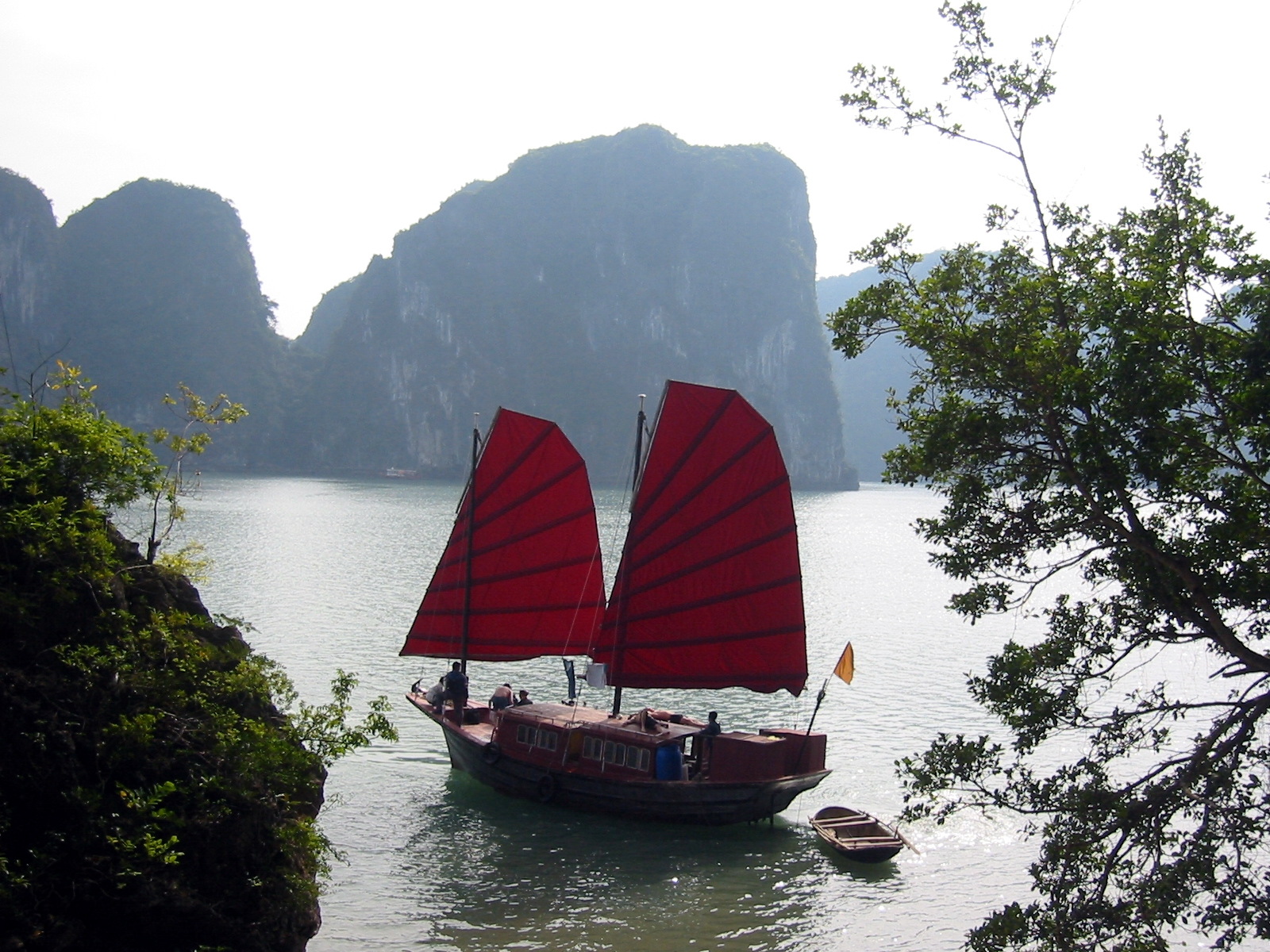
Une jonque à voiles

Cet art martial proviendrait des Hakkas, peuple vivant au bord des lacs et mers dans le Sud de la Chine, réputé pour ses jonques fluviales et maritimes. En plus du commerce, des « bateaux fleuris » ou « bateaux à lanternes rouges » permettaient aux clients de satisfaire leurs plaisirs à l'abri des regards. Suivant une théorie reposant sur cette légende, le wing chun utiliserait les armes qu'on peut trouver sur ces bateaux : la « perche à la fleur de prunier », longue perche (plus de quatre mètres) pour faire avancer ces jonques et la paire de couteaux papillons. Il s'agit une paire de sabres d'appontage servant à trancher une corde d'appontage en cas d'urgence, ou à ouvrir des sacs de marchandise.
Les pratiquants s'entraînent aussi sur un mannequin de bois. Cet « homme de bois » a la hauteur d'une personne ; il est constitué d'un poteau de section et de dimension variable suivant les lignées, sur lequel on a ajouté trois bras et généralement une jambe en fente avant fixe. Il existe plusieurs manières de maintenir le mannequin en place, soit en le fixant à des tasseaux coulissants fixés au mur, en le montant sur un pivot, sur trépieds, en le scellant au sol ou en noyant son pieds dans un contre-poids. Certains shīfù 師父 vont même jusqu'à ne pas fixer le mannequin, afin d'obliger leur élève à mieux contrôler leurs mouvements.
Le mannequin de bois est un matériel encombrant et coûteux, qu'on remplace parfois par des morceaux de bois fixés au mur.

## Les formes
Les formes martiales du wing chun (套路, tàolù) sont des formes démonstratives de techniques visant à développer le qi gong (氣功 qìgōng), la bonne circulation du qi (氣 qì), les réflexes posturaux, la compréhension de son style, et précise en permanence ses erreurs en pratique d’enchainements.
L'ensemble des techniques du wing chun est répertorié dans ces formes. Selon les lignées, les objectifs et les gestes de chaque forme peuvent être différents et impliquer ainsi de nombreuses différentes techniques. Il en est de même dans les lignées quant à la progression des pratiquants dans l'apprentissage des formes.
Dans la majorité des branches du wing chun, les formes sont au nombre de sept comme les pétales de la fleur de prunier qui est le symbole traditionnel de cet art martial (武術 wǔshù) : quatre formes à mains nues, une forme au mannequin de bois et deux formes avec armes (l'une avec un bâton long, l'autre avec une paire de sabres courts chinois).
Certaines écoles enseignent des formes différentes et plus nombreuses. Par exemple il existe 8 formes à mains nues et 2 de mannequin de bois pour la lignée vietnamienne.

### Formes à mains nues
- Siu lim tao (小練頭, xiǎoliàntóu, « petite pratique ») en traduction littérale : c'est la première forme, taolu, pratique élémentaire des mouvements de base et d'enracinement.

Pour certaines branches (Yip Man), cette forme est faussement appelée xiǎoniàntóu (小念頭), « petite idée » car elle est confondue avec la petite pratique. La xiǎoliàntóu est un travail de géométrie corporelle et d'alignement, qu'il faudra conserver le mieux possible lors de l'apprentissage des deux autres formes à mains nues. Dans des lignées qui mettent l'accent sur le 氣功 Qi gong, la Xiao Liantou a beaucoup d'utilisations pratiques.
- Chum kiu, xún qiáo  en mandarin pinyin, chum kiu en cantonais Yale, 尋橋 en chinois traditionnel : « chercher le pont », traduction littérale.

Cette seconde forme se concentre sur les techniques de déplacements du corps total, la synchronisation des déplacements et des frappes, et les techniques d'entrée pour « combler le fossé » entre le pratiquant et son adversaire, ainsi que perturber sa structure et son équilibre. Cette forme permet d'apprendre les techniques fondamentales de contre-attaque immédiate par deux frappes en même temps.
Les attaques de courte distance avec les coudes et les genoux sont aussi travaillées à ce stade, auxquelles s'ajoutent l'apprentissage du coup de pied latéral et droit.
- Biu gee, biāo zhǐ en mandarin pinyin, biu gee en cantonais Yale, 鏢指 en chinois traditionnel : « les doigts jaillissent ». La traduction littérale par des traducteurs automatiques perdent le sens du contexte.

La troisième forme biāo zhǐ est faite de techniques ultra courtes et ultra longues, coups de pied bas pour contre-attaquer efficacement dans le but de ce wushu. Comment renverser le combat contre son adversaire avec la plus grande vitesse et directement, en restant hors de danger, donc la marque sur un point précis du corps de son adversaire, 點穴法, diǎn xué fǎ, pour l'éliminer. En effet, au sein de cette forme le pratiquant va apprendre des techniques d'attaques agressives, comme les coups de coude mais aussi coups avec le tranchant de la main ainsi que les doigts. Ces attaques visent principalement des points sensibles du corps tels que les yeux, le foie, etc. Le combattant doit donc être rapide et puissant pour causer un effet de "coup de fouet" sur l'adversaire.
En raison des grandes responsabilités qu'engendrait le savoir de cette forme, un proverbe dit : « La Piu Zhi ne quitte jamais la maison ». Autrement dit, on n'enseignait pas cette forme à quelqu'un autre que de la famille, autre qu'à quelqu'un digne de confiance et qui a le mérite de la connaitre. Cette valeur est encore respectée au sein de certaines écoles.
- Siu nim tao (小念頭, xiǎoniàntóu, « petite idée »), en traduction littérale. C'est la dernière forme, semblable en apparence à la première et que nombre de fausses filiations confondent. Elle est la forme, 套路 Tàolù, la plus importante en wing chun. C'est le 氣功 qi gong de la Petite Circulation Céleste, ㄝ小週天循環, xiǎo zhōu tiān xúnhuán. C'est essentiellement un travail de circulation du Qì dans les deux méridiens 督脈 dū mài et 任脈 rèn mài (méridien du Gouverneur et méridien de Conception en 針灸, zhēnjiǔ, acuponcture). Pour les branches chinoises de la tradition, les deux disciples fondateur de ce style, Wong Wah-bo (黃華寶) et Leung Yee-tai (梁二娣) transmirent au médecin Liang Zhan (梁贊), qui réunit toutes ces formes dans leur état complet actuel[13]. Il est ainsi resté le plus grand maître de ce wushu chinois. L'étude de la Médecine Traditionnelle Chinoise, 中國傳統醫學 Zhōngguó chuántǒng yīxué, est donc depuis toujours associée à la pratique du 詠春拳, Yǒngchūn quán, appelé vulgairement Wing Chun en Occident. L'historien et grand maître 彭南, Péng Nán en fit l'étude complète[9], la forme est xiǎoniàntóu, basée sur les trois petites pratiques (Petite Idée 小念頭, Petite Circulation 小週天 et Petite Pratique 小練頭), axée sur trois points d’acuponcture qui portent ces noms parallèles.

### Forme au mannequin de bois

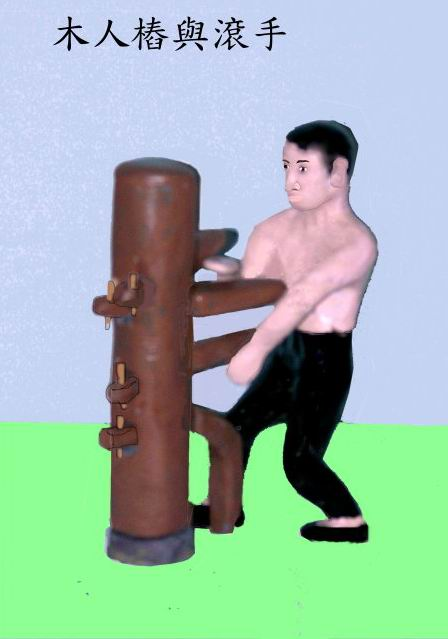
Représentation du travail au mannequin

- Le 木人樁, mù rén zhuāng du wing chun est un mannequin de bois de la taille d'un homme ou plus grand, muni de 3 bras et, dans la plupart des cas, d'une jambe. Il est utilisé par le pratiquant pour améliorer les déplacements, la vitesse et la précision des techniques, endurcir les membres mais surtout pour développer les sensations et réflexes des bras et jambes. Le mannequin de bois n'ajoute pas de nouvelles techniques, il réunit seulement les 3 formes suivantes : Siu Nim Tau, Cham Kiu, Piu Zhi avec les techniques de déplacements.

Selon les lignées du wing chun, la forme exécutée sur le mannequin est composée de 196 mouvements, 116 mouvements, 108 mouvements, voire 88 mouvements.
Dans plusieurs lignées, cette forme se travaille à deux : un pratiquant déroulant la forme, l'autre jouant le rôle du mannequin en enchaînant les attaques. La séquence peut alors se faire en restant fixe ou en déplacement.
Le mannequin de bois est conçu de manière que le combattant, lorsqu'il s'entraine, entend des sons et ressent des vibrations selon les coups qu'il porte au mannequin. Ainsi, il est alors à même de "ressentir" si une suite de techniques a été correctement effectuée afin de pouvoir se corriger lui-même. Cela démontre que le mannequin de bois sert à corriger les positions et l'exécution des techniques et non à renforcer les membres.

### Forme du bâton long
- 六點半棍, liùdiǎnbàn gùn en mandarin pinyin : le bâton de 6 pieds et demi (soit près de 2m) qui était la perche pour faire avancer les jonques. Il serait une dérivation plus courte du qī diǎn bàn gùn (七點半棍) originel.
- 七點半棍, qī diǎn bàn gùn en mandarin pinyin : bâton de 7 pieds et demi (soit 2,3m), qui correspond au bâton des moines cultivant la terre du Monastère Shaolin dans la province du Henan.

### Forme des couteaux papillon

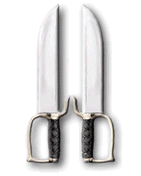
Paire de couteaux papillon du wing chun

La paire de couteaux papillon (蝴蝶雙刀 húdié shuāng dāo en mandarin pinyin (« paire de couteaux papillon » littéralement), bart cham dao en cantonais, bat tram dao en vietnamien), est une paire de sabres courts devenus avec la fin de la dynastie Ming des couteaux d'appontage des bateliers de Hong Kong des célèbres jonques rouges des Hakka.
La forme de couteaux est généralement considérée comme une forme réservée aux pratiquants avancés car elle demande une grande connaissance sur l'évaluation des distances, sur les dégâts que peut causer le tranchant ou la pointe du couteau mais aussi, une réaction visuelle et une capacité d'anticipation accrue.

## Nian shou
Nian shou (黏手, pinyin: Niǎnshǒu) ou « mains collées » désigne un principe fondamental du Yǒngchūn quán, et un ensemble de techniques.
Le but du Niǎn shǒu est de développer des réflexes sensorimoteurs pour réagir à la pression exercée par l'adversaire, afin de « coller » celui-ci et se créer une ouverture pour frapper. Dans la forme du Yǒngchūn quán enseignée en occident, Niǎn shǒu est généralement une pratique d'entrainement, considérée comme un jeu de réflexes. Pour d'autres branches du Yǒngchūn quán, Niǎn shǒu est une forme composée d'enchainements précis. L'erreur introduite en occident fut d’écrire 黐手 au lieu de 黏手., Chī Sáo au lieu de Niǎn shǒu, forme fautive en caractère chinois et en pinyin
Le Niǎn shǒu se pratique entre deux partenaires qui maintiennent le contact de leurs avant-bras ou leurs poignets ou leurs mains, en exécutant diverses techniques, s'entraînant mutuellement à percevoir chez l'adversaire les changements de pressions, d'intention, et les angles possibles d'attaque. Ce développement de la sensibilité aide le pratiquant à attaquer et contrer plus rapidement et précisément, avec les techniques les plus adaptées.
Les pratiquants débutants découvrent 黏手 Niǎn shǒu avec des enchaînements pour un seul bras, dénommé 單黏手 dān niǎn shǒu. L'utilisation complète de Nian shou avec les deux mains se fait par la paire des bras, 双黏手 shuāng niǎn shǒu.

## En Europe

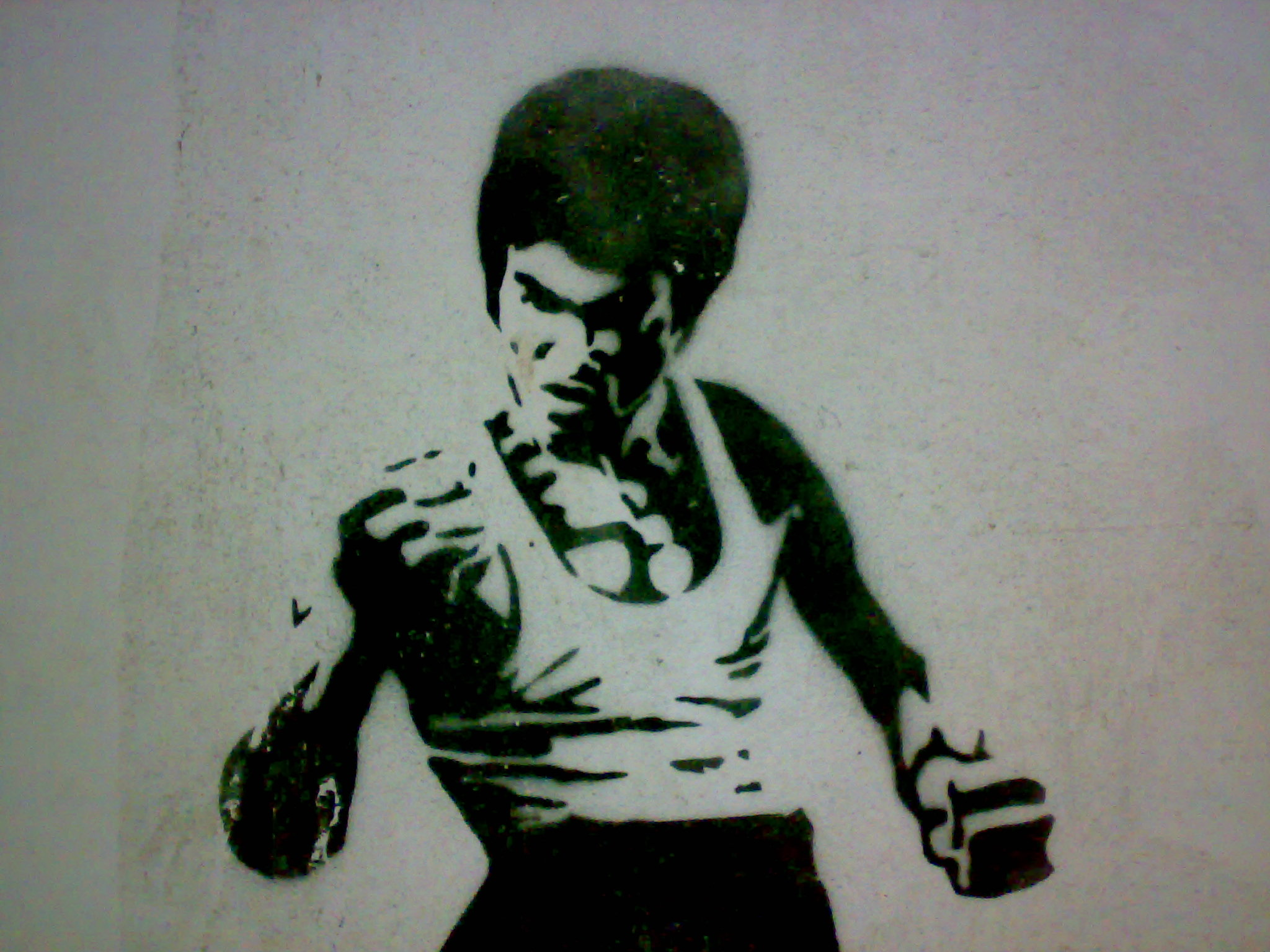
Représentation de Bruce Lee.

Le wing chun est enseigné dans tous les pays européens. Les diverses branches sont aujourd'hui représentées, mais une majorité des écoles se réclament de la lignée Yip Man ; en raison en partie d'une forte implantation en Allemagne dès les années 1990 des écoles de Leung Ting, qui s'étendirent ensuite aux pays limitrophes.
Le succès et la promotion du wing chun en Europe et aux États-Unis est surtout lié à la notoriété de l'acteur Bruce Lee, également pratiquant de wing chun. Yip Man fut son enseignant à la demande de son père, artiste célèbre et ami de Yip Man durant quelques cours seulement. Bruce Lee préféra retourner aux combats de rue, trouva alors ses rudiments efficaces et Yip Man offensé ne le reprit jamais, déléguant pour sa formation un de ses élèves, Wong Shun-leung.
Bruce Lee, quant à lui, continua son évolution personnelle en conservant l'essence du wing chun qu'il modifia car il ne put jamais finir sa formation auprès de Yip Man, même lorsqu'il lui offrit une forte somme d'argent. Il appela tout d'abord son art martial "Jun Fan Gung Fu" (qui n'était en fait qu'une école privée de wing chun modifié pour les américains) puis compléta sa formation martiale avec des apports d'autres arts de combats (boxe française, boxe anglaise, taekwondo, judo, jujitsu, boxe thai, kali[Quoi ?]) vers un art martial éclectique qu'il définissait comme, non pas un style, mais comme l'expérience de son auto-formation complémentaire vers un concept : le jeet kune do. La mort de l'acteur en 1973 et la diffusion de ses films lancèrent la mode « kung-fu » en occident, et l'espoir de pratiquer son style contribua au succès des écoles de wing chun.
Depuis une dizaine d'années[Quand ?], l'intérêt croissant pour la culture et les arts martiaux chinois fait progresser le nombre de pratiquants. L'ouverture sur la Chine offre également aux pratiquants occidentaux la possibilité d'échanges avec des branches méconnues du wing chun.